# Senka
Senka, född 467, död 539, var regerande kejsare av Japan mellan 535 och 539.